# Río Whangaehu
El río Whangaehu es un gran río del centro de la Isla Norte de Nueva Zelanda. Su cabecera es el lago del cráter del monte Ruapehu, en la meseta central, y desemboca en el mar de Tasmania a ocho kilómetros al sureste de Whanganui. El agua se desvía de la cabecera para el Tongariro Power Scheme.

## Longitud
El río fluye a lo largo de 161 kilómetros hacia el sur hasta la bahía de South Taranaki, cerca del asentamiento de Whangaehu.

## Notoriedad
El repentino derrumbe de parte de la pared del cráter de Ruapehu el 24 de diciembre de 1953 provocó el peor accidente ferroviario de Nueva Zelanda, el desastre de Tangiwai. Un lahar -una repentina oleada de agua cargada de lodo- recorrió el río, debilitando considerablemente la estructura de un puente ferroviario en el pequeño asentamiento de Tangiwai. El tren expreso nocturno entre Wellington y Auckland pasó por encima del puente minutos después, provocando su derrumbe en las turbulentas aguas. De las 285 personas que viajaban en el tren, 151 murieron. 

## Cronología
- 13 de diciembre de 1859: El puente fue arrasado.[1]
- En febrero de 1862, James Coutts Crawford recibió varias canciones antiguas y "varios relatos sobre los taniwha, uno de los cuales decía que el puente de Wangaehu se habia hundido".[2]
- 1889: inundación causada por las erupciones de Ruapehu.
- 1895: inundación causada por las erupciones del Ruapehu.[3]
- 24 de diciembre de 1953: desastre de Tangiwai
- 18 de marzo de 2007: El lago del cráter del monte Ruapehu estalla enviando unos 1.290 millones de metros cúbicos de agua, barro y lodo. La alarma ERLAWS de Ruapehu se activó con éxito para evitar cualquier accidente. Este lahar fue un 50% mayor que el lahar de 1953 que causó el desastre de Tangiwai.[4][5]

## Geología
El río suele estar contaminado con productos químicos tóxicos procedentes de la actividad volcánica del monte Ruapehu y sus alrededores. La parte superior del río nace como agua de deshielo de un pequeño glaciar. Cuando el agua caliente del lago se derrama, funde rápidamente el hielo y la nieve del glaciar formando un túnel en forma de cueva cuando se ve desde abajo.